# Ftalimmide
La ftalimmide è un composto organico con formula C6H4(CO)2NH ed è il derivato immidico dell'anidride ftalica. È un solido bianco sublimabile che è leggermente solubile in acqua, ma lo è ancora di più dopo l'aggiunta di una base. È usato come precursore di altri composti organici come fonte mascherata di ammoniaca.

## Preparazione
La ftalimmide può essere preparata riscaldando l'anidride ftalica con ammoniaca alcolica con una resa del 95–97%. In alternativa, può essere preparato trattando l'anidride con carbonato di ammonio o urea. Può anche essere prodotto per ammossidazione di o-xilene.

## Usi
La ftalimmide è usata come precursore dell'acido antranilico, precursore dei coloranti azoici e della saccarina.
Le alchilftalimmidi sono utili precursori delle ammine nella sintesi chimica, in particolare nella sintesi dei peptidi dove vengono utilizzate "per bloccare entrambi gli idrogeni ed evitare la racemizzazione dei substrati". Gli alogenuri alchilici possono essere convertiti nella N-alchilftalimmide:
{\displaystyle {\ce {C6H4(CO)2NH\ +\ RX\ +\ NaOH->C6H4(CO)2NR\ +\ NaX\ +\ H2O}}}
L'ammina viene comunemente liberata usando l'idrazina:
{\displaystyle {\ce {C6H4(CO)2NR\ +\ N2H4->C6H4(CO)2N2H2\ +\ RNH2}}}
Per questo processo è possibile utilizzare anche la dimetilammina.

## Reattività
La ftalimmide forma sali dopo un trattamento con basi come idrossido di sodio. L'elevata acidità dell'immido N-H è il risultato della coppia di gruppi carbonilici elettrofili affiancati. La ftalimmide di potassio, prodotta facendo reagire la ftalimmide con carbonato di potassio in acqua a 100 °C o con idrossido di potassio in etanolo assoluto, viene utilizzata nella sintesi di Gabriel di ammine primarie, come la glicina.

## In natura
La kladnoite è un minerale naturale analogo della ftalimmide. Si trova molto raramente in alcuni siti di incendi di carbone in fiamme.

## Sicurezza
La ftalimmide ha una bassa tossicità acuta con LD50 (ratto, orale) superiore a 5000 mg/kg. La sostanza non è considerata pericolosa secondo la regolamentazione (CE) N. 1272/2008.